# Église Saint-Martin de Montigny-le-Franc
L'église Saint-Martin de Montigny-le-Franc est une église située à Montigny-le-Franc, en France.

## Localisation
L'église est située sur la commune de Montigny-le-Franc, dans le département de l'Aisne.